# Hypnum pseudoacuminulatum
Hypnum pseudoacuminulatum là một loài Rêu trong họ Hypnaceae. Loài này được (Müll. Hal.) Paris mô tả khoa học đầu tiên năm 1901.